# تشارلز ليدوكس
تشارلز ليدوكس (بالفرنسية: Charles Ledoux)‏ (27 أكتوبر 1892 بنيفير في فرنسا - 21 مايو 1967) هو ملاكم فرنسي، صنّف ضمن فئة وزن البانتام ‏.

## إحصائيات
خاض خلال مسيرته 135 نزالا، فاز في 99 وتعادل في 6 وخسر في 22. فاز بالضربة القاضية في 81 نزالا.

## روابط خارجية
- تشارلز ليدوكس على موقع بوكس ريك (الإنجليزية) (registration required)